# Civilização de Caral
A civilização de Caral (também conhecida como Caral-Supe ou Norte Chico) foi uma sociedade complexa da era pré-colombiana que incluía cerca de trinta grandes centros populacionais no que hoje é a região de Caral, na costa centro-norte do Peru. A civilização floresceu entre o quarto e o segundo milênios a.C., com a formação da primeira cidade datada geralmente por volta de 3500 a.C., em Huaricanga, na região do rio Fortaleza. Foi a partir de 3100 a.C. em diante que os assentamentos humanos em grande escala e a construção comunal tornaram-se claramente aparentes, processo que durou até um período de declínio por volta de 1800 a.C.. Desde o início do século XXI, foi estabelecida como a civilização mais antiga conhecida na América.
Essa civilização floresceu ao longo de três rios, o Fortaleza, o Pativilca e o Supe. Cada um desses vales fluviais tem grandes aglomerados de sítios arqueológicos. Mais ao sul, existem vários locais associados a essa civilização ao longo do rio Huaura. O nome alternativo, Caral-Supe, é derivado da cidade de Caral no Vale do Supe, um grande e bem estudado sítio arqueológico.
A sociedade complexa em Caral-Supe surgiu um milênio depois da Suméria na Mesopotâmia, foi contemporânea às pirâmides egípcias e antecedeu os olmecas da Mesoamérica em quase dois milênios. Na nomenclatura arqueológica, Caral-Supe é uma cultura pré-cerâmica do período arcaico tardio pré-colombiano; carecia de cerâmica e, aparentemente, quase não tinha arte visual. A conquista mais impressionante da civilização foi sua arquitetura monumental, incluindo grandes plataformas de terraplenagem e praças circulares submersas. Evidências arqueológicas sugerem o uso de tecnologia têxtil e, possivelmente, de adoração de símbolos comuns de divindades, ambos recorrentes em culturas andinas pré-colombianas. Presume-se que um governo sofisticado era necessário para administrar a antiga Caral. Permanecem questões sobre a sua organização, particularmente a influência dos recursos alimentares na política.
Os arqueólogos conhecem sítios antigos na área desde pelo menos os anos 1940; os primeiros trabalhos ocorreram em Aspero, na costa, um local identificado já em 1905 e mais tarde em Caral, mais para o interior do país. No final da década de 1990, arqueólogos peruanos, liderados por Ruth Shady, forneceram a primeira documentação extensa da civilização com o trabalho. Um artigo de 2001 na Science e um artigo de 2004 na Nature, descrevendo o trabalho de campo e a datação por radiocarbono em uma área mais ampla, revelou o significado total do Caral-Supe e levou a um crescimento do interesse por essa cultura.

## História

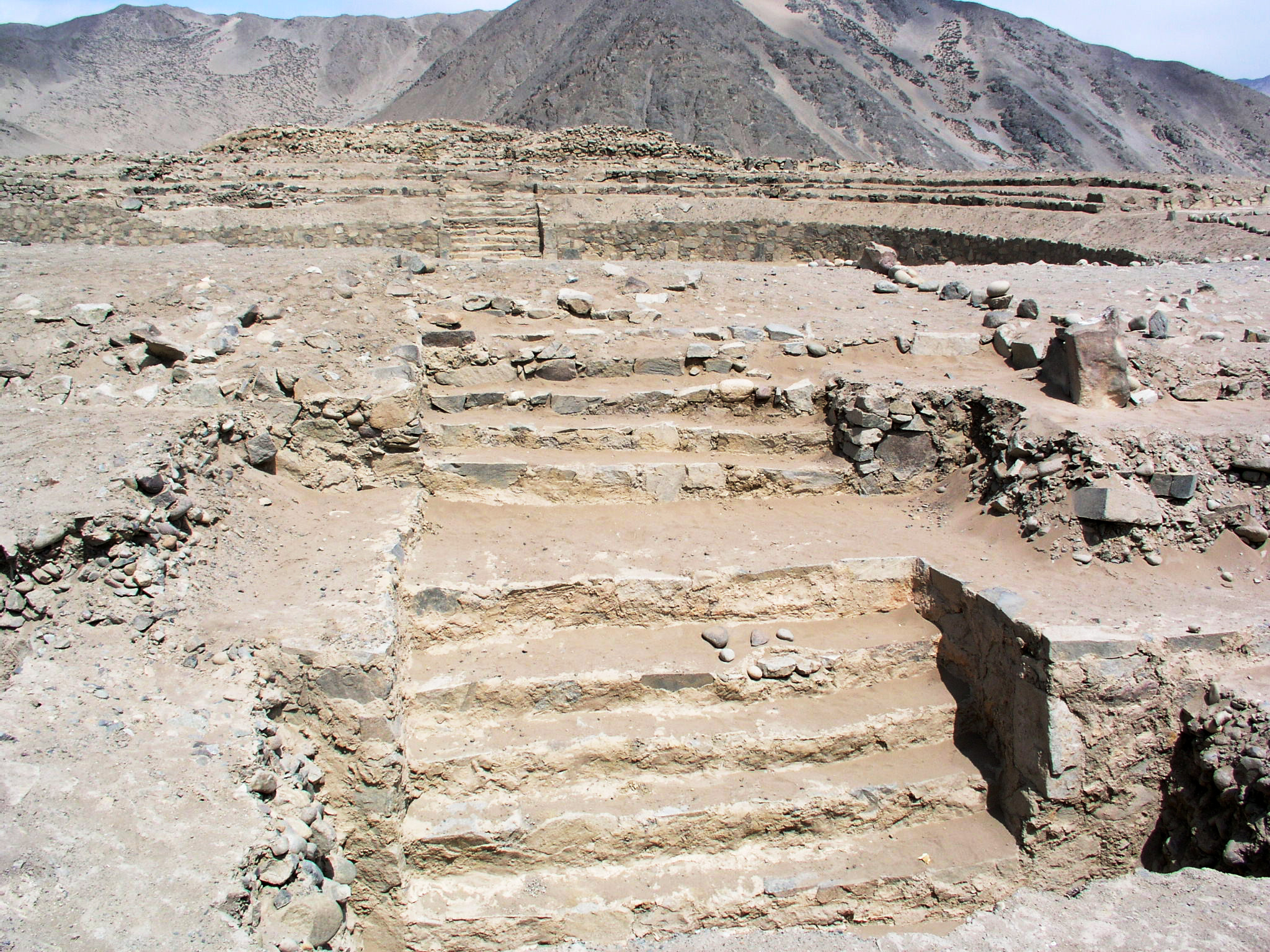
Restos de estruturas de plataforma em Caral

O Peru Andino é reconhecido como uma das seis áreas globais onde ocorreu o desenvolvimento de uma grande civilização indígena e, juntamente com a Mesoamérica, as únicas do Hemisfério Ocidental. Caral recuou o período de sociedades complexas na região do Peru para mais mil anos. A cultura Chavín, c. 900 a.C., era considerada como a cultura mais antiga da área e ainda é citada em alguns trabalhos.
Em 2004, foram realizadas datações radiocarbônicas de 95 amostras coletadas nos sítios arqueológicos de Pativilca e Fortaleza. Dentre elas, dez deram a data de 3500 a.C.; a mais antiga, de 9210 a.C., o que permite uma "indicação limitada" de assentamento humano durante a era Arcaica Inicial Pré-Colombiana. Duas datas de 3700 a.C. estão associadas com arquiteturas comunais, mas parecem ser anômalas. É a partir de 3200 a.C. que os assentamentos humanos em larga escala e construções comunais se tornam visíveis. Mann, revisando a literatura em 2005, sugere "algo em torno de 3200 a.C. e possivelmente depois de 3500 a.C." como o início do período formativo da Civilização de Caral. Ele aponta que a data inicial seguramente associada com uma cidade é 3500 a.C., em Huaricanga, na região norte de Fortaleza, segundo os dados de Haas.
As datas de Haas sugerem que tanto a região costeira quanto o interior tiveram um desenvolvimento concomitante. De 2500 até 2000 a.C., durante o período de grande expansão, há um maior desenvolvimento e adensamento demográfico das regiões interioranas (como Caral), mas eles continuaram dependentes dos recursos marítimos (peixes e mariscos). As datas de Haas e Shady mostram que Caral teve seu auge entre 2627 e 2020 a.C. No entanto, a hipótese do desenvolvimento concomitante da costa e interior ainda não está totalmente clara.
Em torno de 1800 a.C., a civilização de Caral começou a declinar, com outros poderosos centros surgindo ao longo da costa norte e sul, e ao leste no cinturão andino. O sucesso de Caral com o desenvolvimento da irrigação deve ter contribuído para o surgimento desses outros centros. Um dos pesquisadores ressalta que "quando essa civilização está em declínio, nós começamos a encontrar extensivos canais mais ao norte. Pessoas estão se movendo para áreas mais férteis e levando consigo a tecnologia da irrigação".

## Geografia

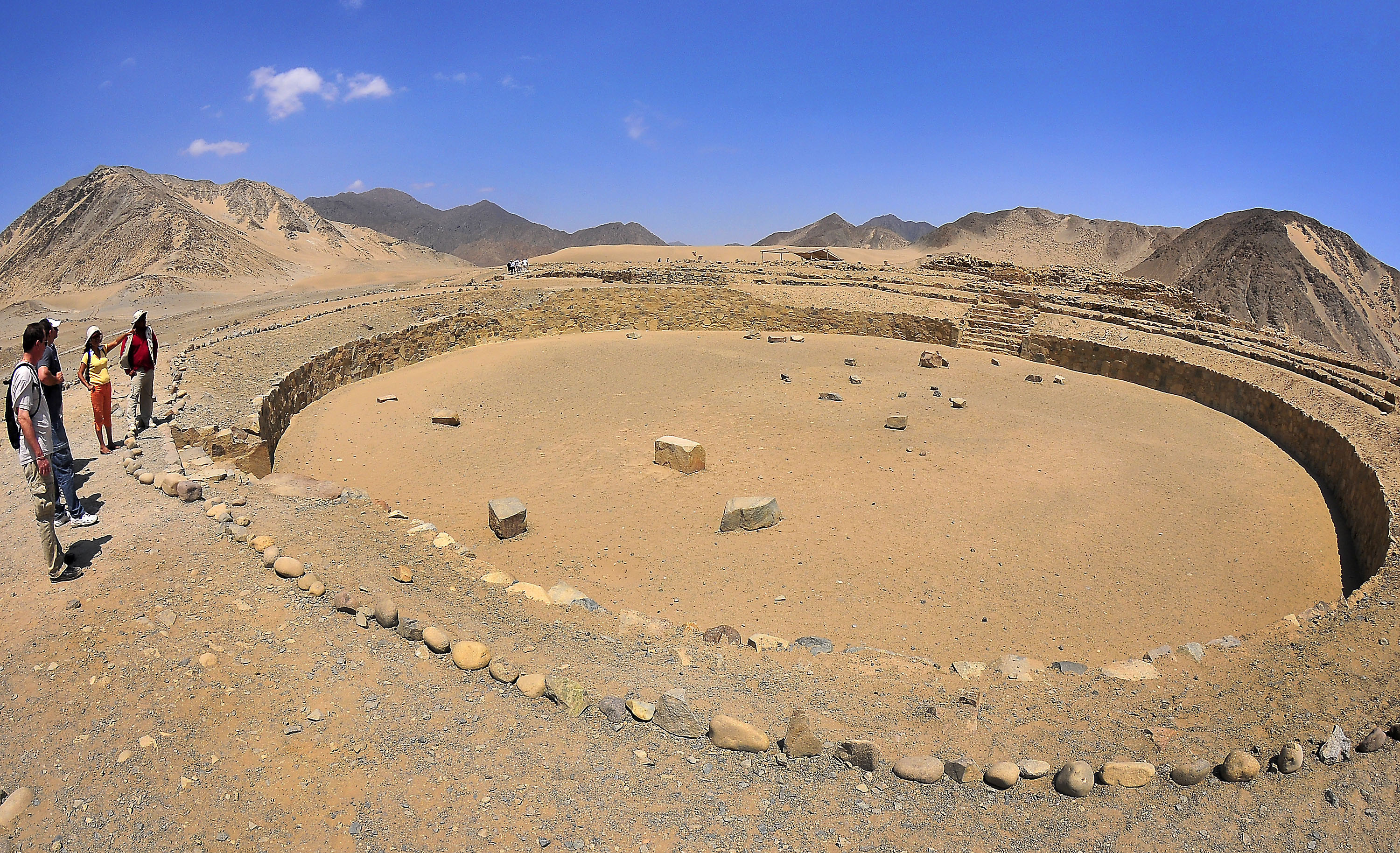
Antiga cidade de Caral, Peru.

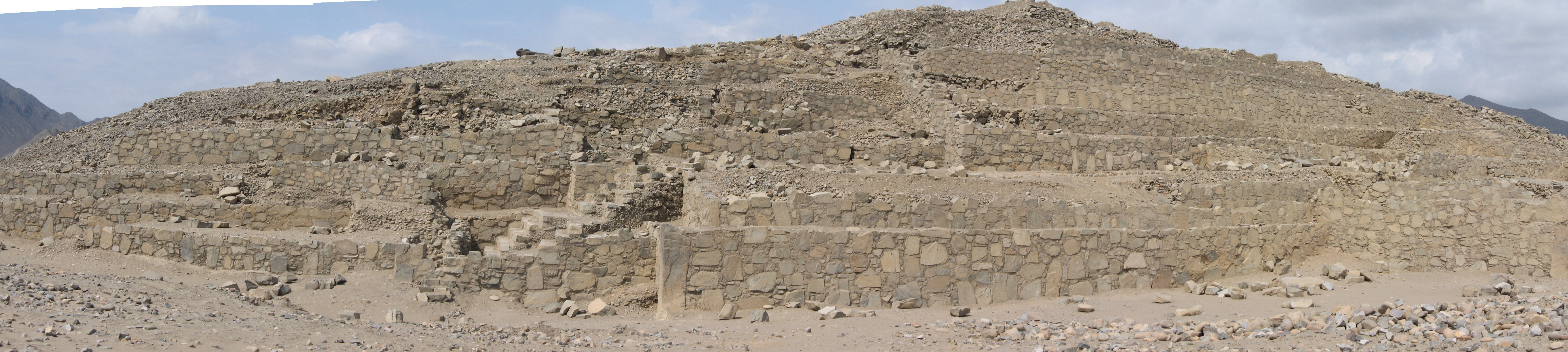
Uma pedra parada na região de Huanca.

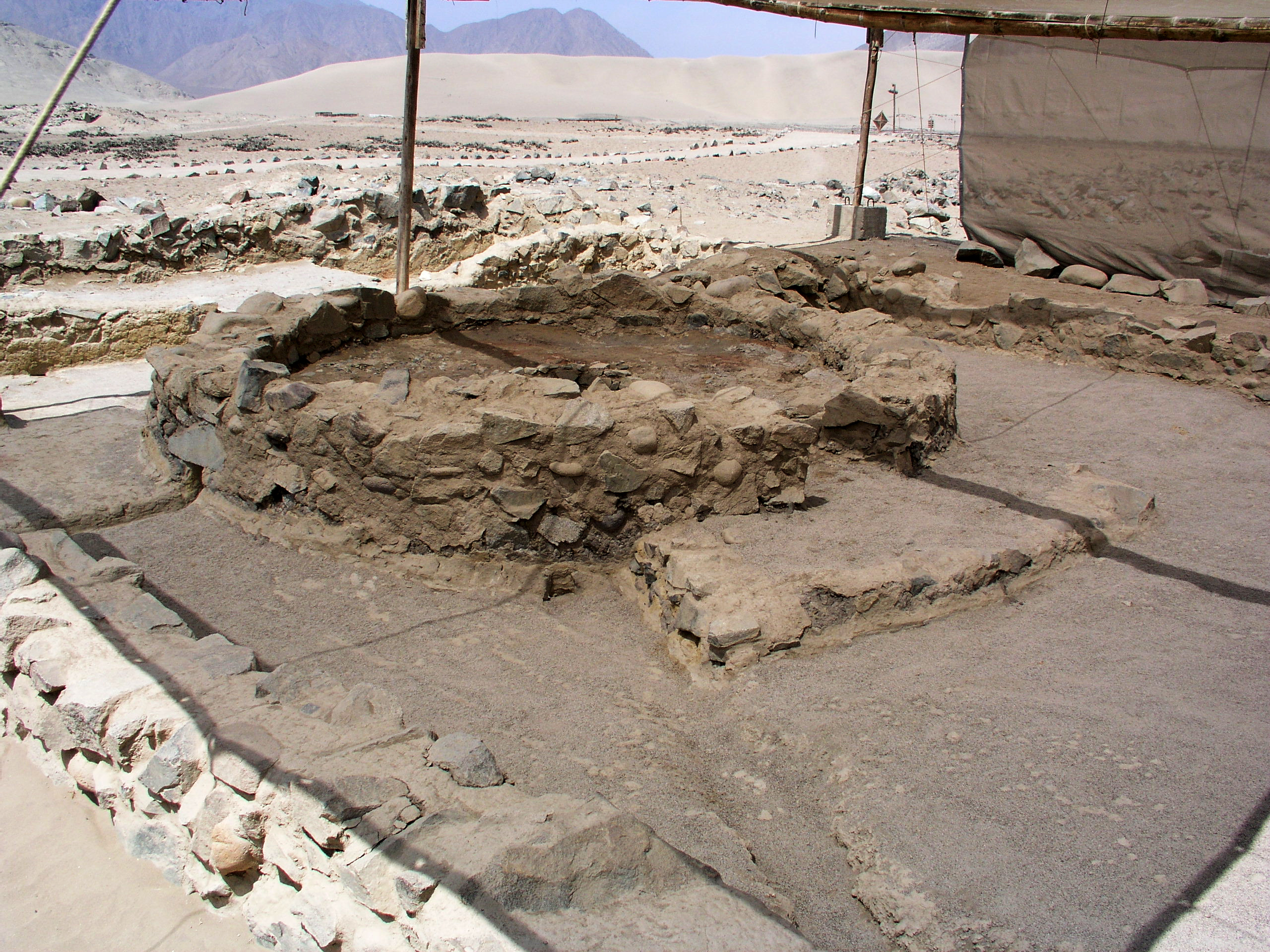
Altar del Fuego Sagrado.

Os vínculos culturais com as áreas montanhosas foram observados por arqueólogos. Em particular, as ligações com a tradição religiosa Kotosh foram sugeridos.
Vários elementos arquitetônicos encontrados entre os assentamentos de Supe, incluindo tribunais circulares subterrâneos, pirâmides escalonadas e plataformas sequenciais, bem como restos materiais e suas implicações culturais, escavados em Aspero e nos sítios do vale que estamos cavando (Caral, Chupacigarro, Lurihuasi, Miraya), são compartilhados com outros assentamentos da área que participaram do que é conhecido como a tradição religiosa Kotosh. As mais específicas entre essas características incluem salas com bancos e lareiras com dutos de ventilação subterrâneos, nichos de parede, bordas biconvexas e flautas musicais.
A descoberta de Caral também alterou o foco de pesquisa das regiões montanhosas dos Andes e áreas mais baixas adjacentes às montanhas (onde a cultura Chavín, e posteriormente a Inca, desenvolveriam os seus maiores centros) para o litoral peruano ou regiões costeiras. Caral está localizado na área centro-norte da costa, aproximadamente 150 – 200 km ao norte de Lima, circundado pelo vale Lurín ao sul e o vale Casma ao norte. Possui quatro vales costeiros: o Huaura, Supe, Pativilca e Fortaleza; sítios arqueológicos conhecidos estão concentrados nos últimos três, os quais compartilham a mesma planície costeira. Os três principais vales cobrem somente 1.800 km², e as pesquisas têm enfatizado a densidade populacional desses centros.
O litoral peruano parece um "improvável, mesmo aberrante" candidato para um desenvolvimento de uma civilização "primitiva" quando comparado aos outros centros no mundo. É extremamente árido, limitado por duas sombras de chuva (causadas pelos Andes ao leste e os ventos alísios do Pacífico ao oeste). A região possui mais de 50 rios que carregam todo o degelo andino. O desenvolvimento da irrigação através dessas fontes de água foi decisivo para emergência da Civilização de Caral; uma vez que toda a sua arquitetura monumental em vários sítios está localizada próximo aos canais de irrigação.

## Dieta
Um amplo esboço da dieta de Caral-Supe foi sugerido. Em Caral, as plantas comestíveis domesticadas que Shady notou são abóbora, feijão, lúcuma, goiaba, pacay (Inga feuilleei) e batata-doce. Haas et al. observaram os mesmos alimentos em sua pesquisa mais ao norte, enquanto adicionavam abacate e achira. Em 2013, boas evidências para o milho também foram documentadas por Haas et al. (ver abaixo).
Houve também um componente significativo de frutos do mar em locais costeiros e no interior. Shady observa que "restos de animais são quase exclusivamente marinhos" em Caral, incluindo amêijoas e mexilhões, além de grandes quantidades de anchovas e sardinhas. Que o peixe anchova chegou ao interior é claro, embora Haas sugira que "moluscos [que incluiriam amêijoas e mexilhões], mamíferos marinhos e algas marinhas não parecem ter sido porções significativas da dieta no interior, em sítios arqueológicos não marítimos".

### Teoria da base alimentar marítima

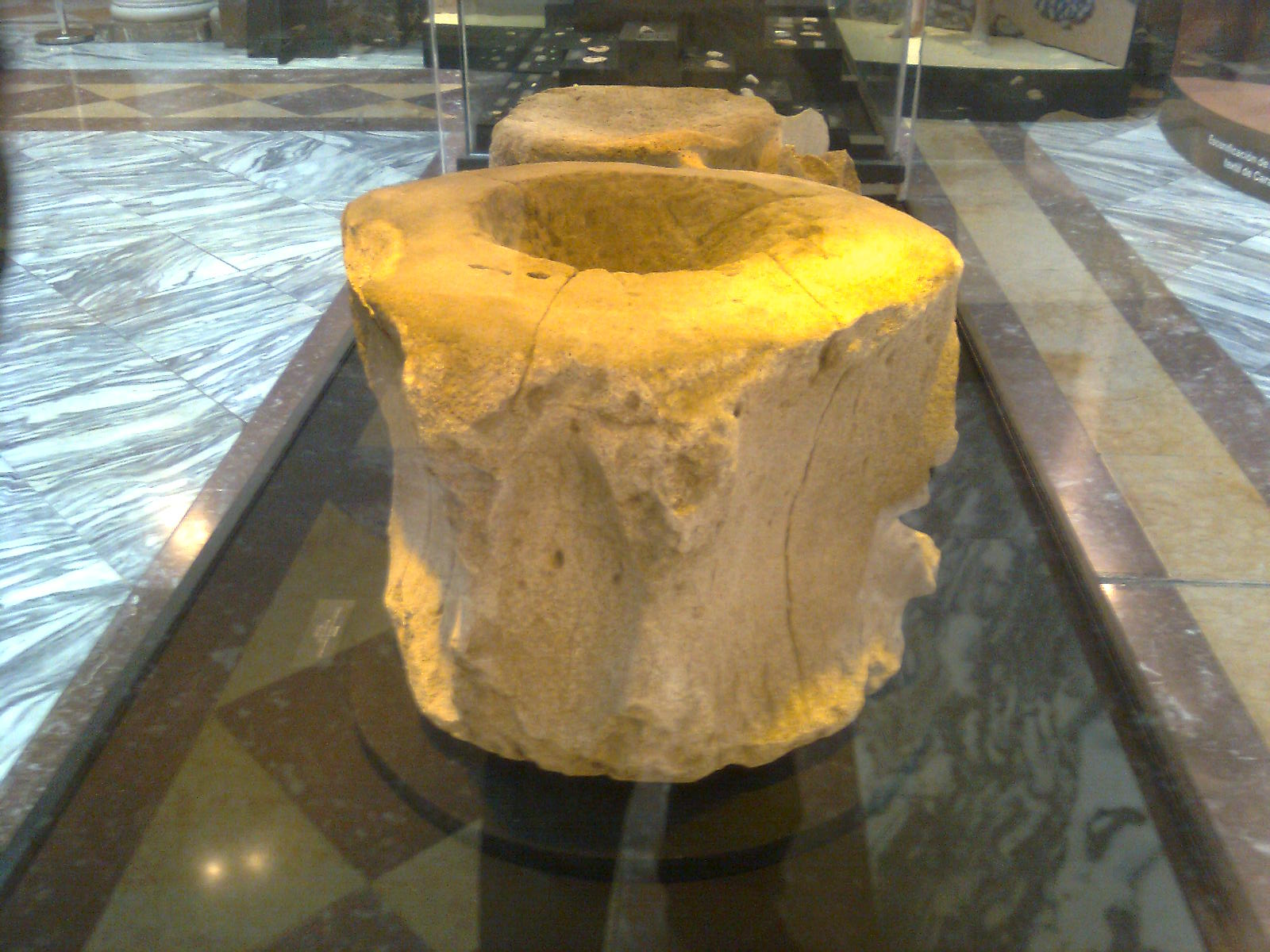
O povo da civilização de Caral usava vértebras da baleia azul como bancos

O papel dos frutos do mar na dieta de Caral tem gerado debates. Muitos dos primeiros trabalhos de campo foram conduzidos na região de Aspero, na costa, antes que o escopo e a interconexão dos vários locais da civilização fossem realizados. Em um artigo de 1973, Michael E. Moseley afirmou que uma economia de subsistência marítima (frutos do mar) tinha sido a base da sociedade e o motivo de seu florescimento inicial, uma teoria posteriormente chamada de "base marítima da civilização andina" (BMCA).
Esta tese de uma fundação marítima era contrária ao consenso acadêmico geral de que a ascensão da civilização foi baseada na agricultura intensiva, particularmente de pelo menos um cereal. A produção de excedentes agrícolas há muito era vista como essencial para promover a densidade populacional e o surgimento de uma sociedade complexa. As ideias de Moseley seriam debatidas e contestadas (que os vestígios marítimos e sua contribuição calórica foram superestimados, por exemplo), mas foram tratadas como plausíveis até 2005, quando Mann conduziu um resumo da literatura.
Concomitante à hipótese de subsistência marítima, havia um domínio implícito de locais imediatamente adjacentes à costa sobre outros centros. Essa ideia foi abalada pela constatação da magnitude de Caral, um local no interior. Um artigo suplementar de 1997 de Shady datava Caral e um artigo de notícias da Science de 2001 enfatizaram o domínio da agricultura e também sugeriu que Caral era o centro urbano mais antigo do Peru (e de todas as Américas). Eles rejeitaram a ideia de que a civilização pudesse ter começado adjacente à costa e depois se movido para o interior. Um arqueólogo foi citado como sugerindo que "em vez de antecedentes costeiros de sítios monumentais no interior, o que temos agora são aldeias costeiras satélites de sítios monumentais no interior".
Essas afirmações foram rapidamente contestadas por Sandweiss e Moseley, que observaram que Caral, embora sendo o maior e mais complexo sítio pré-cerâmico, não é o mais antigo. Eles admitiram a importância da agricultura para a manufatura e para aumentar a dieta alimentar, ao mesmo tempo que afirmavam amplamente "o papel formador dos recursos marinhos na civilização andina inicial". Os estudiosos agora concordam que os locais do interior tinham populações significativamente maiores e que havia "tanto mais pessoas ao longo dos quatro rios do que na costa que eles tinham que ter sido dominantes".
A questão restante é qual das áreas se desenvolveu primeiro e criou um modelo para o desenvolvimento subsequente. Haas rejeita sugestões de que o desenvolvimento marítimo em locais imediatamente adjacentes à costa tenha ocorrido primeiro, apontando para o desenvolvimento contemporâneo com base em sua datação. Moseley continua convencido de que a costa de Aspero é o local mais antigo e que sua subsistência marítima serviu de base para a civilização.

### Algodão e fontes de alimentos
É provável que o algodão (da espécie Gossypium barbadense) tenha fornecido a base do domínio do interior sobre o litoral (quer o desenvolvimento tenha sido anterior, posterior ou contemporâneo). Embora não comestível, o algodão era o produto de irrigação mais importante na cultura local, vital para a produção de redes de pesca (que por sua vez forneciam recursos marítimos), bem como para os têxteis. Haas observa que "o controle sobre o algodão permite que uma elite governante forneça o benefício de tecidos para roupas, bolsas, envoltórios e adornos". Ele está disposto a admitir um dilema de dependência mútua: "Os moradores pré-históricos do Norte Chico precisavam dos recursos pesqueiros para sua proteína e os pescadores precisavam do algodão para fazer as redes para pegar os peixes". Assim, identificar o algodão como um recurso vital produzido no interior não resolve por si só se os centros interioranos foram progenitores dos do litoral ou vice-versa. Moseley argumenta que centros marítimos de sucesso teriam se mudado para o interior para encontrar algodão. A relação exata entre os recursos alimentares e a organização política, no entanto, permanece sem solução.
O desenvolvimento de Caral é particularmente notável pela aparente ausência de um alimento agrícola básico. No entanto, estudos recentes contestam cada vez mais isso e apontam para o milho como a espinha dorsal da dieta desta e das civilizações pré-colombianas posteriores. Moseley encontrou um pequeno número de espigas de milho em 1973 em Aspero (também vistas em trabalhos no local nas décadas de 1940 e 1950) mas desde então chamou a descoberta de "problemática". No entanto, surgiram evidências crescentes sobre a importância do milho neste período:

Testes arqueológicos em vários locais na região do Norte Chico da costa centro-norte fornecem uma ampla gama de dados empíricos sobre a produção, processamento e consumo de milho. Novos dados extraídos de coprólitos, registros de pólen e resíduos de ferramentas de pedra, combinados com 126 datações de radiocarbono, demonstram que o milho era amplamente cultivado, intensamente processado e constituiu um componente principal da dieta durante o período de 3000 a.C. a 1800 a.C..

## Organização social

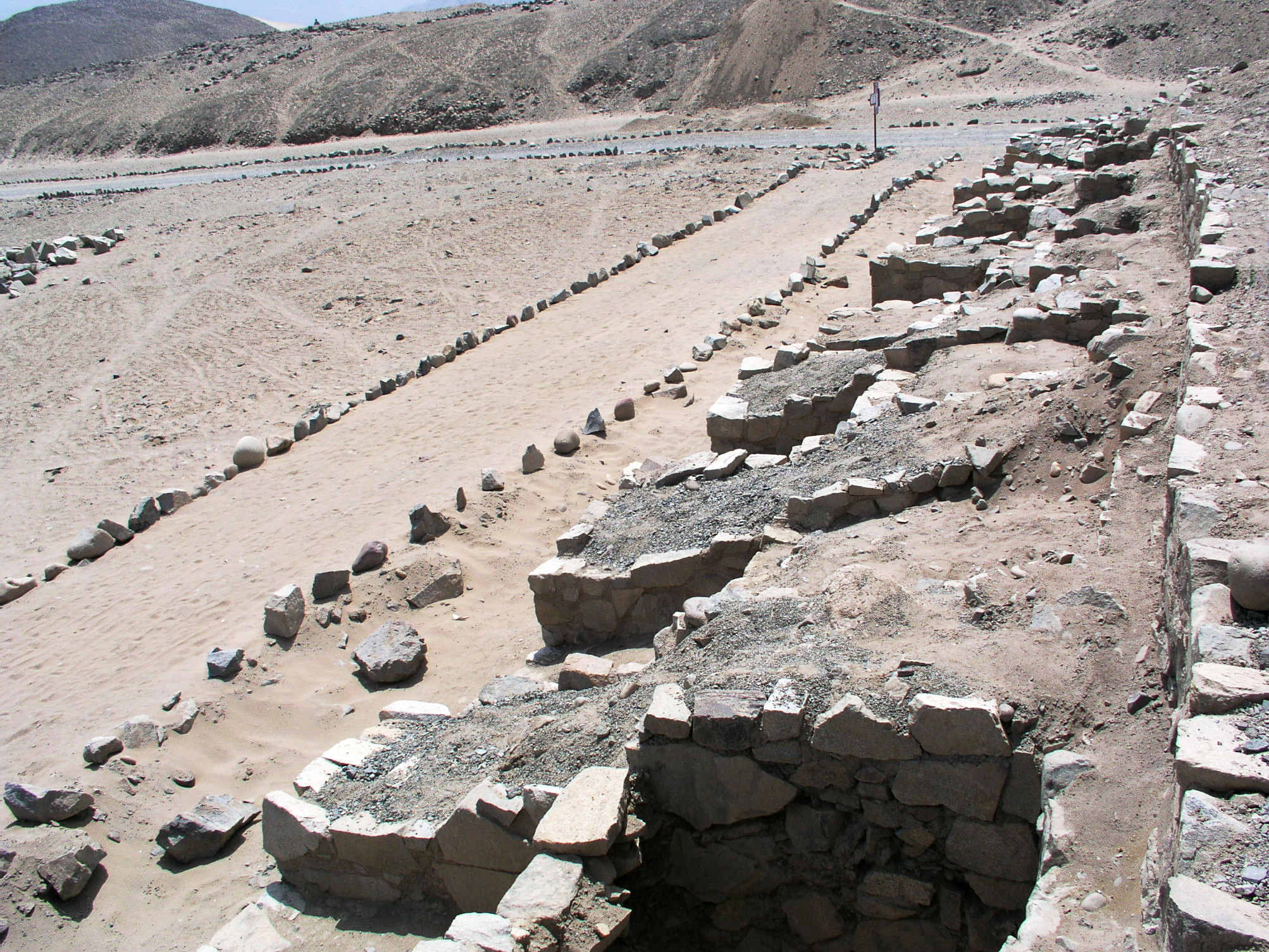
Base das pirâmides Caral-Supe

### Governo

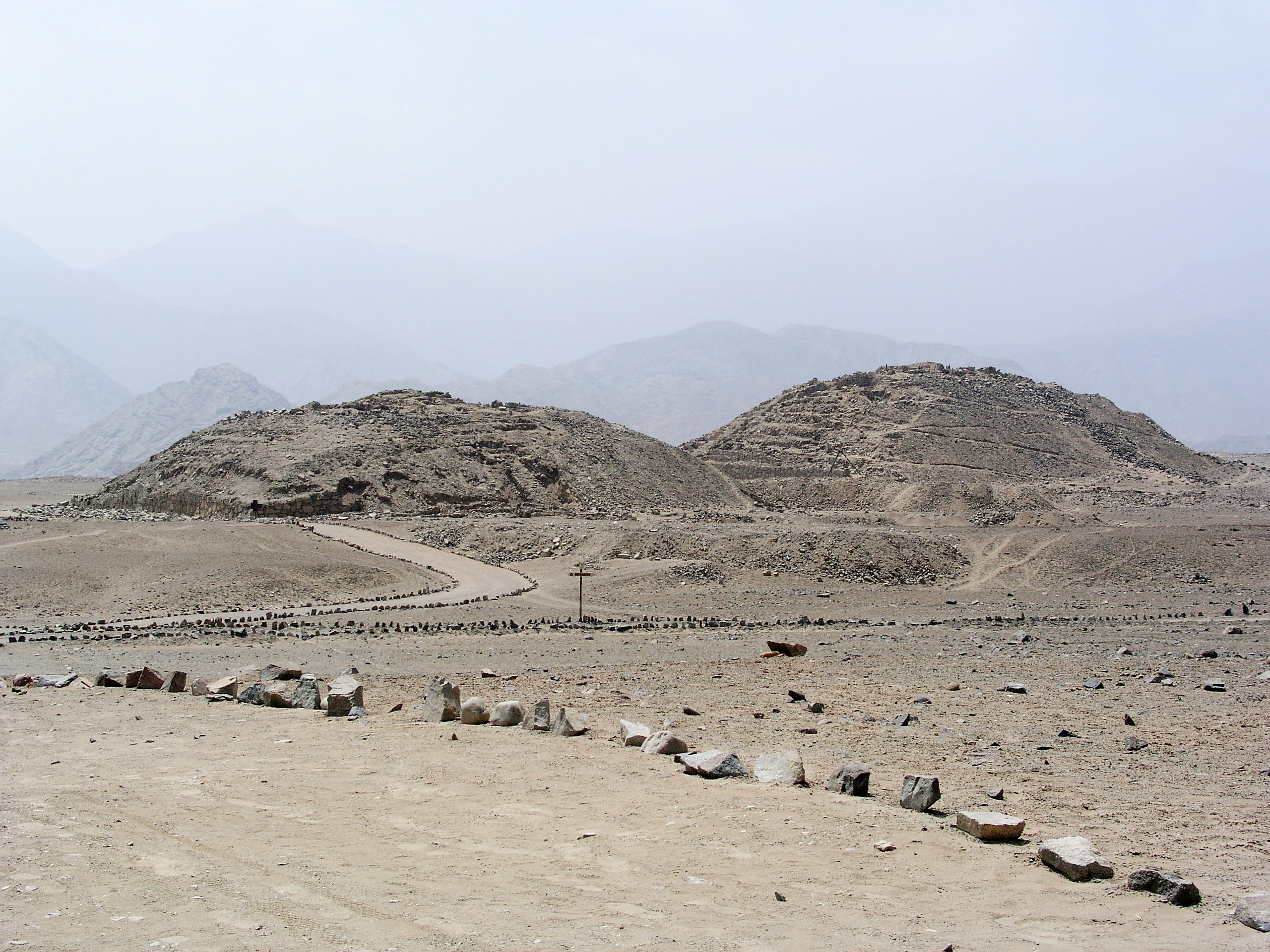
Restos das duas pirâmides principais de Caral no árido Vale do Supe

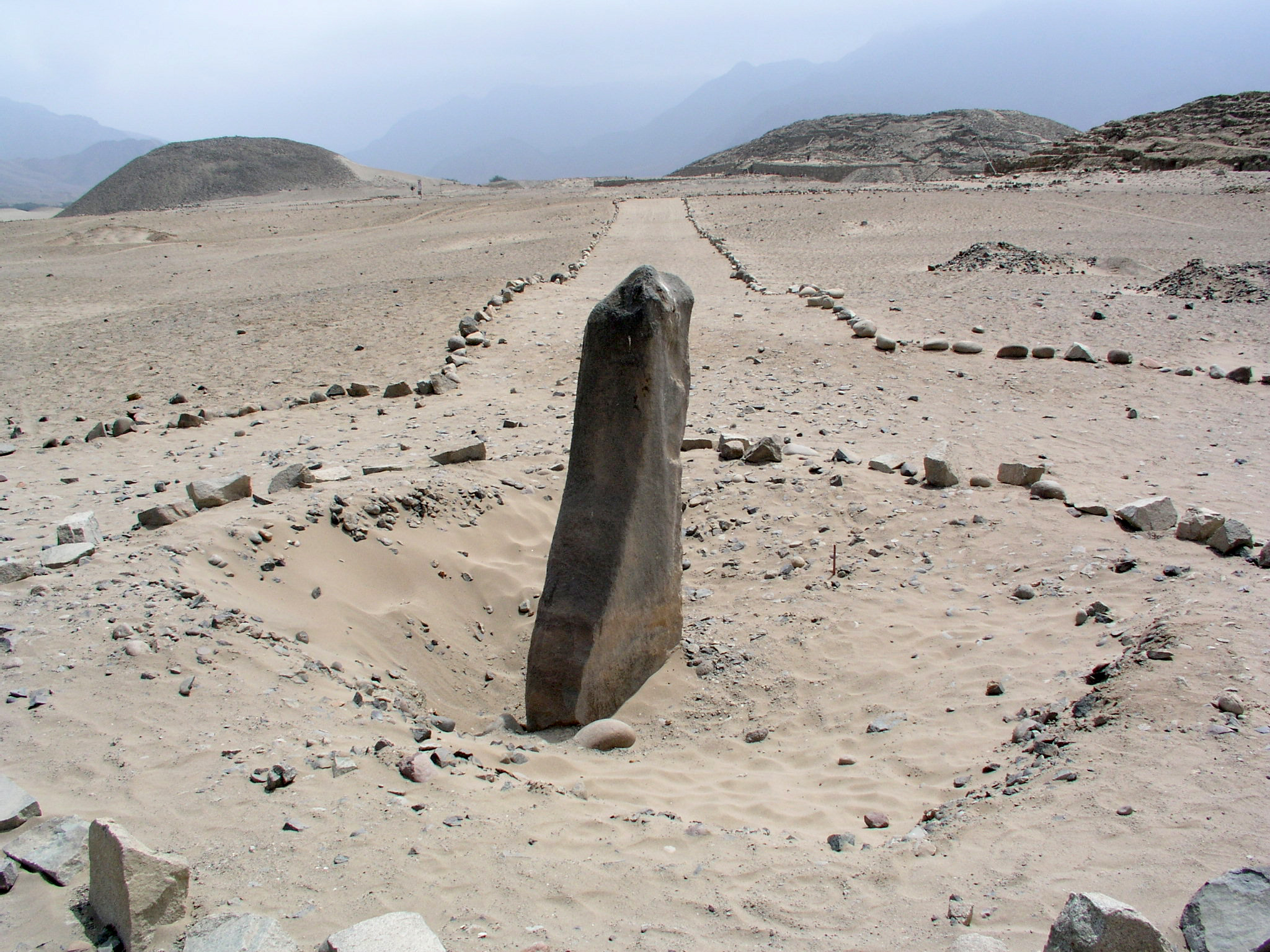
Monolito em Caral

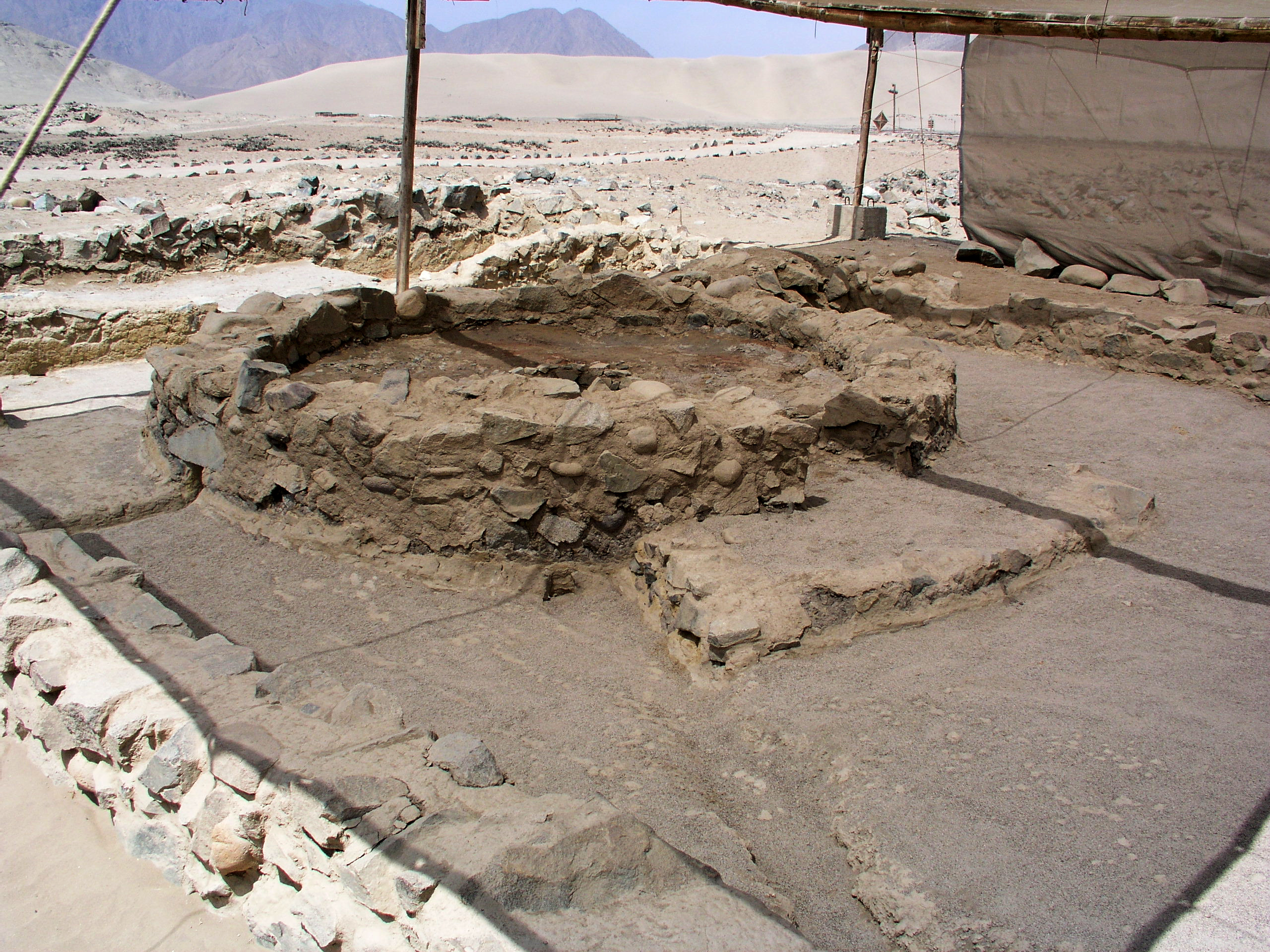
Altar do Fogo Sagrado, no topo do Templo Mayor

De acordo com Mann, os chefes dessa civilização eram "quase certamente teocráticos, embora não brutalmente". As áreas de construção mostram possíveis indícios de festejos, que teriam incluído música e provavelmente álcool, sugerindo uma elite capaz de mobilizar e premiar a população. O grau de autoridade centralizada é difícil de determinar, mas os padrões de construção arquitetônica são indicativos, pelo menos em certos lugares em certas épocas, de uma população de elite que exercia um poder considerável: enquanto parte da arquitetura monumental foi construída de forma incremental, outros edifícios, como as duas plataformas principais em Caral, parecem ter sido construídos em uma ou duas fases intensas de construção. Como mais uma evidência do controle centralizado, Haas aponta os restos de grandes armazéns de pedra encontrados em Upaca, na Pativilca, como símbolos de autoridades capazes de controlar recursos vitais como o algodão.
Haas sugere que os padrões de mobilização de trabalho revelados pelas evidências arqueológicas apontam para um surgimento único de governo humano, um dos dois, ao lado da Suméria (ou três, se a Mesoamérica for incluída como um caso separado), casos do tipo registrados na história da humanidade. Enquanto entre outros povos a ideia de governo teria sido emprestada ou copiada, neste pequeno grupo o governo foi inventado. Outros arqueólogos rejeitaram tais alegações como hiperbólicas.

#### Econômico
A autoridade econômica teria repousado sobre o controle do algodão, das plantas comestíveis e das relações comerciais associadas a isso, além do poder centrado nos centros urbanos do interior. Haas sugere provisoriamente que o escopo desta base de poder econômico pode ter se estendido amplamente: há apenas dois sítios arqueológicos costeiros confirmados dessa civilização (Aspero e Bandurria) e possivelmente mais dois, mas redes de pesca de algodão e plantas domesticadas foram encontradas em toda a costa peruana. É possível que os principais centros do interior de Caral-Supe estivessem no centro de uma ampla rede de comércio regional centrada nesses recursos.
Citando Shady, um artigo de 2005 na revista Discover sugere uma vida comercial rica e variada: "[Caral] exportou seus próprios produtos e os de Aspero para comunidades distantes em troca de importações exóticas: conchas de Spondylus da costa do Equador, corantes ricos do Altiplano andino e rapé alucinógeno da Amazônia." (Dada a extensão ainda limitada da pesquisa, tais alegações devem ser tratadas com cautela.) Outros relatórios sobre o trabalho de Shady indicam que Caral negociava com comunidades na selva mais para o interior e, possivelmente, com povos das montanhas.

#### Ideologia
Haas postula que o poder ideológico exercido pela liderança era baseado no aparente acesso às divindades e ao sobrenatural. As evidências sobre a religião Caral-Supe são limitadas: em 2003, uma imagem do Deus do Cajado, uma figura maliciosa com um capuz e presas, foi encontrada em uma cabaça que datava de 2250 a.C.. É uma divindade importante das culturas andinas posteriores e Winifred Creamer sugere os pontos de descoberta para a adoração de símbolos comuns de divindades. Como acontece com muitas outras pesquisas em Caral-Supe, a natureza e o significado da descoberta foram contestados por outros pesquisadores.
Mann postula que o ato de construção e manutenção arquitetônica em Caral pode ter sido uma experiência espiritual ou religiosa: um processo de exaltação e cerimônia comunais. Shady chamou Caral de "a cidade sagrada" (la ciudad sagrada) e relata que o foco socioeconômico e político estava nos templos, que eram reformados periodicamente, com grandes queimadas como oferendas associadas à reforma.

#### Guerras
Haas nota a ausência de qualquer sugestão de construção defensiva em Caral. Não há evidências de guerra "de qualquer tipo ou nível durante o período pré-cerâmico". Corpos mutilados, edifícios queimados e outros sinais reveladores de violência estão ausentes e os padrões de assentamento são completamente não defensivos. A evidência do desenvolvimento de um governo complexo na ausência de guerra contrasta marcadamente com a teoria arqueológica, que sugere que os seres humanos se mudam de grupos baseados em parentesco para unidades maiores semelhantes a "Estados" para estabelecer defesa mútua de recursos frequentemente escassos. Em Caral-Supe, um recurso vital estava presente: terras aráveis em geral e a safra de algodão especificamente, mas Mann observou que, aparentemente, a mudança para uma maior complexidade pela cultura de Caral não foi motivada pela necessidade de defesa ou guerra.

## Sítios arqueológicos e arquitetura

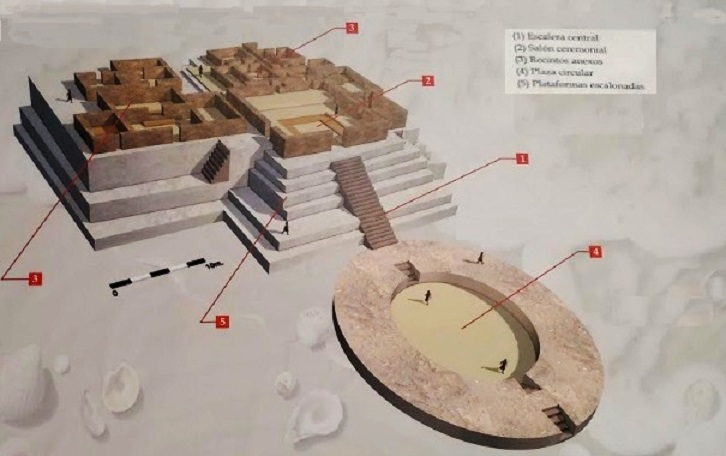
Reconstrução de uma das pirâmides de Aspero

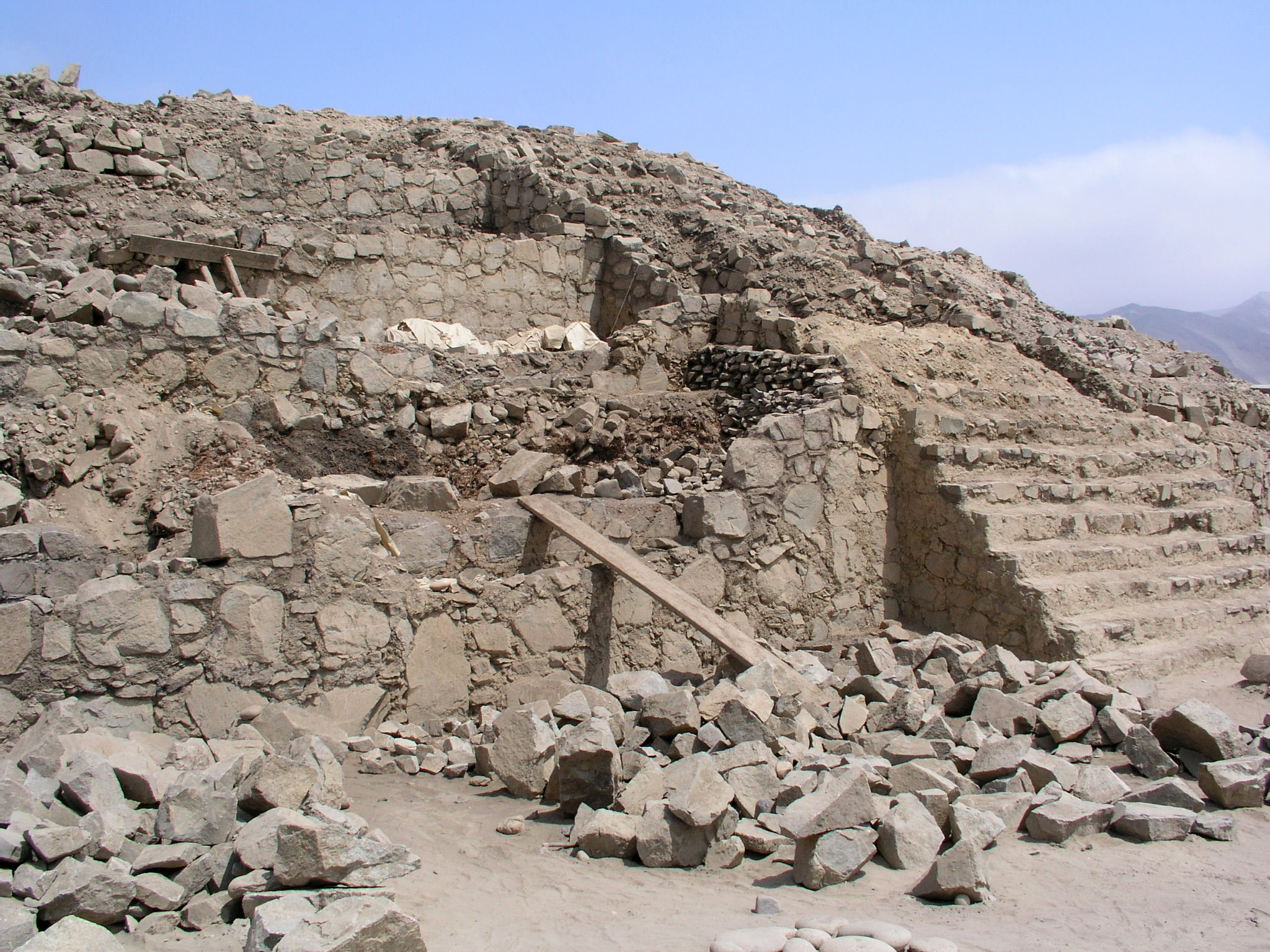
Construção em socalcos da pirâmide em Caral, com preenchimento de pedra

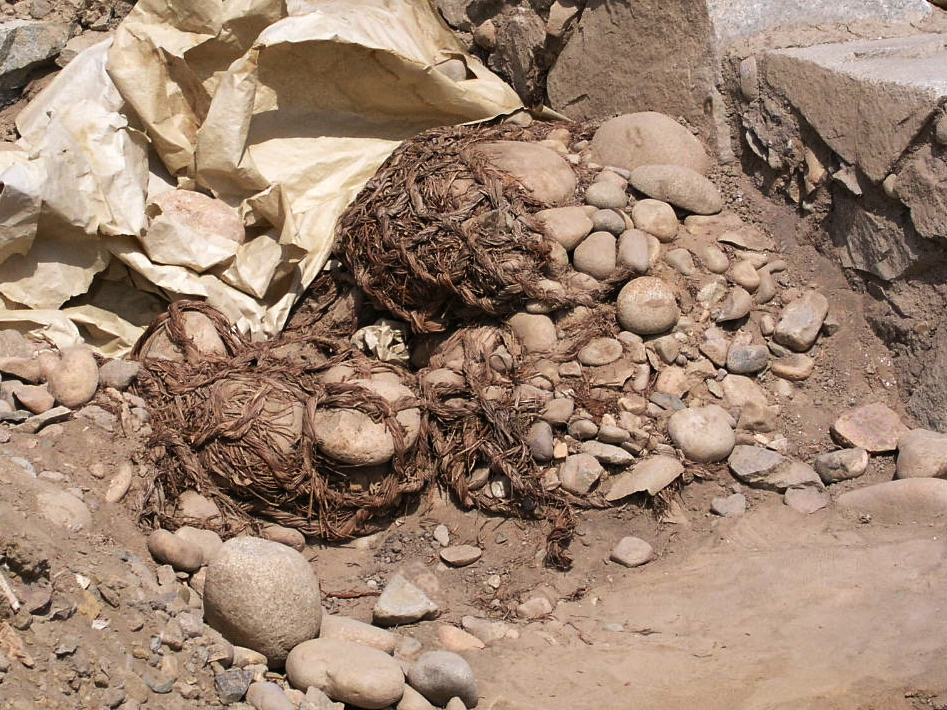
Bolsa shicra com pedras em Caral

Os sítios arqueológicos de Caral-Supe são conhecidos por sua densidade de grandes locais com arquitetura monumental. Haas argumenta que a densidade de locais em uma área tão pequena é globalmente única para uma civilização nascente. Durante o terceiro milênio a.C., Caral-Supe pode ter sido a área mais densamente povoada do mundo (exceto, possivelmente, o norte da China).
As evidências do trabalho de escavação durante 1973 em Aspero, na foz do Vale do Supe, sugeriram um local de aproximadamente 13 hectares. O levantamento do monturo sugeriu uma extensa atividade de construção pré-histórica. Observou-se um terraceamento em pequena escala, junto com uma plataforma de alvenaria mais sofisticada. Estima-se que onze montes artificiais existam no local. Moseley chama isso de "plataformas corporativas de trabalho", visto que seu tamanho, layout, materiais e técnicas de construção teriam exigido uma força de trabalho organizada.
O levantamento dos rios do norte encontrou locais entre 10 e 100 hectares; entre um e sete montes artificiais—pirâmides retangulares com terraço—foram descobertos, variando em tamanho de 3 mil metros cúbicos para mais de 100 mil metros cúbicos. Shady observa que a zona central de Caral, com arquitetura monumental, cobre uma área de pouco mais de 65 hectares. Além disso, seis montes, vários montes menores, duas praças circulares afundadas e uma variedade de arquitetura residencial foram descobertos neste local.
A arquitetura monumental foi construída com pedras extraídas e paralelepípedos do rio. Usando "sacos de shicra" de junco, alguns dos quais foram preservados, trabalhadores teriam transportado o material para os locais à mão. Roger Atwood da revista Archaeology descreve o processo:
Exércitos de trabalhadores reuniam uma grama longa e durável conhecida como shicra nas terras altas acima da cidade, amarravam os fios de grama em sacos de malha frouxa, enchiam os sacos com pedras e, em seguida, fechavam as trincheiras atrás de cada muro de contenção sucessivo das pirâmides de degraus com os sacos cheios de pedra.
Desta forma, o povo do Norte Chico alcançou um sucesso arquitetônico formidável. O maior dos montes de plataformas em Caral, o Piramide Mayor, mede 160 m por 150 metros e tem 18 metros de altura. Em seu resumo do estudo de Shady de 2001, a BBC sugere que os trabalhadores teriam sido "pagos ou obrigados" a trabalhar em projetos centralizados desse tipo, com anchovas secas possivelmente servindo como moeda. Mann aponta para "ideologia, carisma e reforço habilmente cronometrado" dos líderes.

## Desenvolvimento e tecnologias ausentes

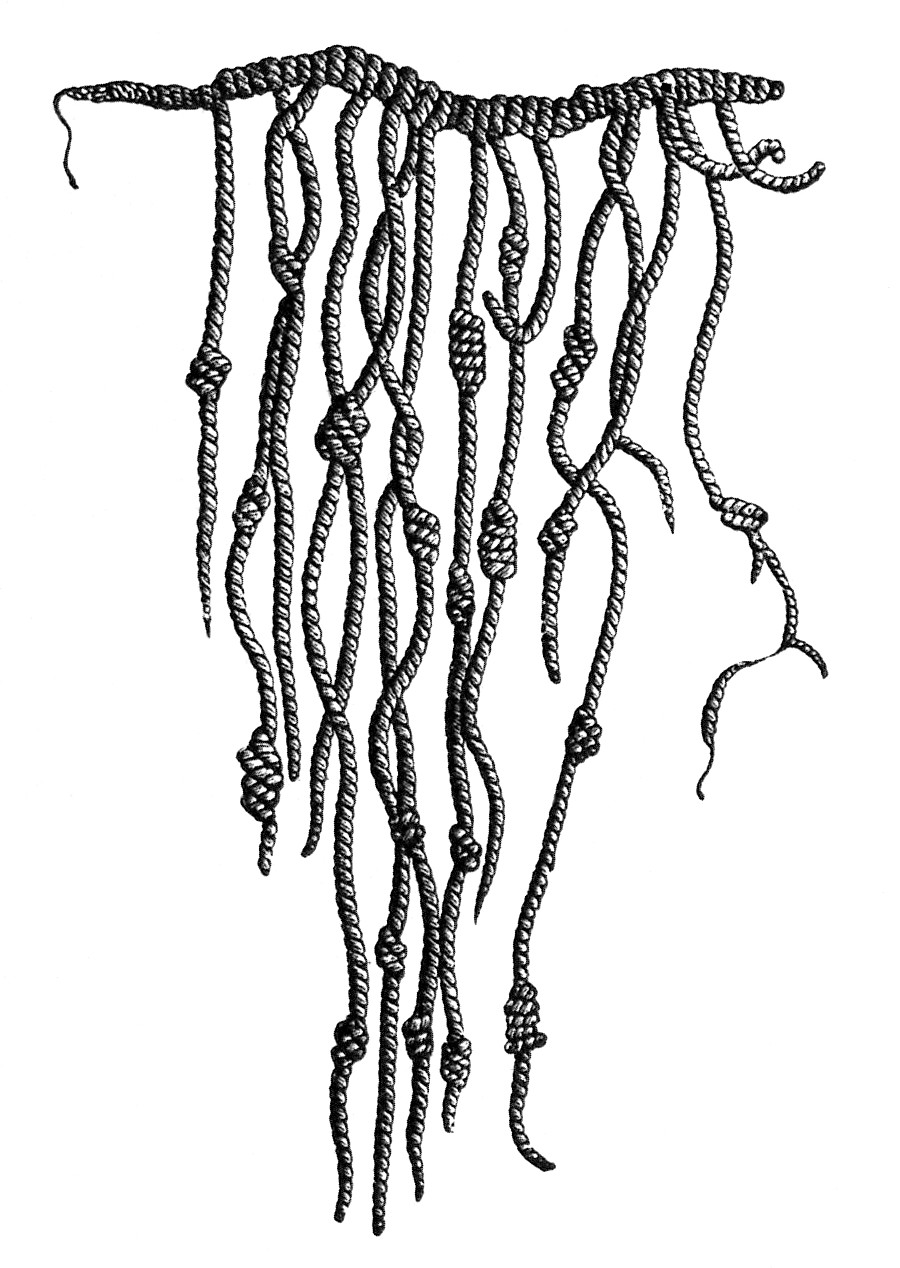
A presença de quipu sugere provisoriamente um sistema de "proto-escrita" na antiga Caral-Supe

Quando comparados aos modelos comuns eurasianos de desenvolvimento da civilização, as diferenças de Caral-Supe são impressionantes. Em Caral-Supe, uma falta total de cerâmica persiste ao longo do período. As colheitas eram cozidas na torrefação. A falta de cerâmica foi acompanhada por uma falta de arte arqueologicamente aparente. Em conversa com Mann, Alvaro Ruiz observa: "No Norte Chico quase não vemos artes visuais. Nenhuma escultura, nenhum entalhe ou baixo-relevo, quase nenhuma pintura ou desenho—os interiores são completamente nus. O que vemos são esses montes enormes—e tecidos."
Embora a ausência de cerâmica pareça anômala, Mann observa que a presença de tecidos é intrigante. Quipus, dispositivos de gravação baseados em cordas, foram encontrados em Caral, o que sugere um sistema de escrita ou protoescrita. (A descoberta foi relatada por Mann na revista Science em 2005, mas não foi formalmente publicada ou descrita por Shady.) O uso exato de quipus nesta e nas culturas andinas posteriores tem sido amplamente debatido. Originalmente, acreditava-se que era uma técnica mnemônica simples usada para registrar informações numéricas, como a contagem de itens comprados e vendidos. Surgiram evidências, entretanto, de que o quipu também pode ter registrado informações logográficas da mesma forma que a escrita. A pesquisa se concentrou em uma amostra muito maior de algumas centenas de quipus que datavam da época dos incas. A descoberta de Caral-Supe permanece singular e indecifrada.
Outras descobertas em Caral-Supe mostraram-se sugestivas. Embora as artes visuais pareçam ausentes, as pessoas podem ter tocado música instrumental: trinta e duas flautas, feitas de osso de pelicano, foram descobertas. A representação mais antiga conhecida do Deus do Cajado foi encontrada em 2003 em alguns fragmentos de cabaça quebrada em um cemitério no vale do rio Pativilca e a cabaça era, pela datação por carbono, de 2250 a.C.. Embora ainda fragmentadas, essas evidências arqueológicas correspondem aos padrões da civilização andina posterior e podem indicar que Caral-Supe serviu de modelo. Junto com as descobertas específicas, Mann destaca:
"a primazia do intercâmbio sobre uma vasta área, a tendência para projetos coletivos de trabalho cívico festivo e a alta valorização dos têxteis e da tecnologia têxtil dentro do Norte Chico como padrões que voltariam a ocorrer mais tarde no berço da civilização peruana."

## Pesquisa

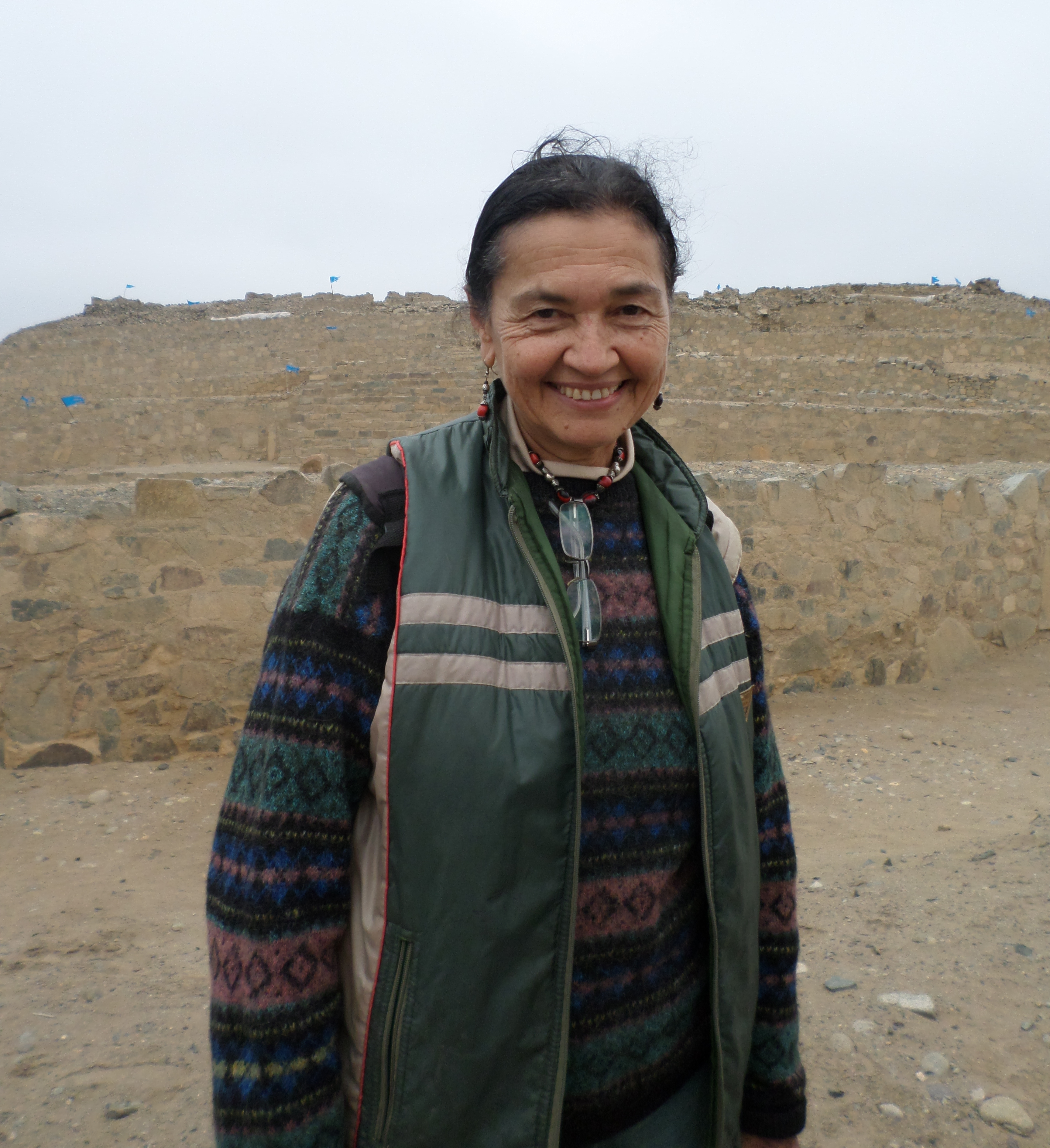
Ruth Shady, arqueóloga peruana, em Caral, 2014

A magnitude da descoberta de Caral-Supe gerou polêmica acadêmica entre os pesquisadores. A "rixa monumental", conforme descrita pela revista Archaeology, incluiu "insultos públicos, acusação de plágio, investigações éticas no Peru e nos Estados Unidos e queixas de funcionários peruanos ao governo estadunidense". A autora principal do artigo seminal de abril de 2001 foi uma peruana, Ruth Shady, com os coautores Jonathan Haas e Winifred Creamer, um casal dos Estados Unidos; a coautoria foi supostamente sugerida por Haas, na esperança de que o envolvimento de pesquisadores dos Estados Unidos ajudasse a garantir fundos para a datação por carbono, bem como para o financiamento de pesquisas futuras. Mais tarde, Shady acusou o casal de plágio e atribuição insuficiente, sugerindo que a dupla havia recebido crédito por sua pesquisa, que havia começado em 1994. Ainda está em questão de quem é o crédito pela descoberta, pelo desenvolvimento de modelos teóricos e pela nomeação da civilização, mas é algo claro que Shady estava descrevendo uma civilização em 1997. Ao localizá-la no rio Supe, com Caral no centro, ela sugeriu uma base geográfica maior para a sociedade:
O número de centros urbanos (17) identificados no Vale do Supe, e sua magnitude, requer uma grande quantidade de mão de obra excedente para sua construção, manutenção, reforma e soterramento. Se considerarmos exclusivamente a capacidade produtiva deste pequeno vale, este investimento não poderia ter sido realizado sem a participação das comunidades dos vales vizinhos. 
Em 2004, Haas et al. escreveu que "Nosso trabalho recente nas vizinhas Pativilca e Fortaleza revelou que Caral e Aspero eram apenas dois de um número muito maior de grandes sítios arcaicos tardios no Norte Chico", embora mencione Shady apenas em notas de rodapé. A atribuição irritou Shady e seus apoiadores. A posição de Shady tem sido prejudicada pela falta de financiamento para pesquisas arqueológicas no Peru, bem como pelas vantagens da mídia dos pesquisadores norte-americanos em disputas desse tipo.
Haas e Creamer foram inocentados da acusação de plágio por suas instituições. O conselho consultivo de ciências do Museu de História Natural de Chicago repreendeu Haas por comunicados à imprensa e páginas da web que davam muito pouco crédito a Shady e aumentavam o papel do casal estadunidense como descobridor. A partir de 2005, a disputa continuou acirrada e os estudiosos temem que isso possa tornar mais difícil que os arqueólogos dos Estados Unidos obtenham permissão para trabalhar no Peru.

## Ligação externas
- (em castelhano) Sítio Oficial
- (em castelhano) Arqueologia do Peru: Caral
- (em português) Peru quer transformar ruínas de Caral em destino turístico mundial